# The 2nd Law
Albums de Muse
The Resistance
(2009) Drones
(2015)
Singles
1. Survival
Sortie : 27 juin 2012
2. Madness
Sortie : 20 août 2012
3. Follow Me
Sortie : 10 décembre 2012
4. Supremacy
Sortie : 25 février 2013
5. Panic Station
Sortie : 31 mai 2013

The 2nd Law est le sixième album studio du groupe britannique Muse, suivant The Resistance. Il est le premier album du groupe à atteindre la première place des ventes mondiales dans les classements, et ce en seulement deux semaines et à rester plus d'une semaine numéro un des classements français. Il reste trois semaines consécutives à la première place du classement national alors que le meilleur score était d'une semaine (pour Absolution et The Resistance). Il est actuellement vendu à près de 440 000 exemplaires en France.
The 2nd Law fait référence à la deuxième loi de la thermodynamique (Second law of thermodynamics), et aborde principalement les thèmes de l'énergie (Unsustainable, en français « non pérenne » ou « non viable »), et de l'entropie (Isolated System). Ainsi Explorers évoque l'Hélium 3 comme étant le dernier espoir d'une planète surexploitée. Comme dans les précédents albums, le thème d'une élite dépourvue de morale est encore présent avec Supremacy, mais cette fois également Animals, qui remet en cause l'éthique de tout un chacun, en présentant la race humaine comme des animaux ne se souciant que de leurs intérêts personnels. Les autres pistes de l'album font figure de thèmes plus individuels comme l'amour, avec un lyrisme toujours aussi stellaire et sidéral.
Il est enregistré à Londres et Los Angeles entre fin 2011 et avril 2012. Il est publié entre le 28 septembre 2012 et le 2 octobre 2012 selon les régions du monde. Il est cependant diffusé en avant première mondiale sur divers sites à travers le monde en streaming, gratuit et illimité le 24 septembre 2012. Le groupe prend la décision de sortir sur internet, l'album une semaine avant la sortie dans les bacs afin de maîtriser les fuites involontaires et inévitables sur la toile. En France il s'agit du site internet du Parisien qui a eu l'exclusivité nationale. L'album, une fois de plus auto-produit par le groupe, devrait être « plus sage », « plus intimiste » que l'actuelle discographie du groupe. Les musiciens voudraient revenir à une musique plus intime et plus simple. Survival, le premier single de l'album est diffusé sur BBC Radio 1 dans l'émission de Zane Lowe le mercredi 27 juin à 20 h 30 (heure française). Elle est également la chanson sélectionnée comme hymne des Jeux olympiques de Londres de 2012. La tournée de promotion de l'album commence le 20 septembre 2012 à Cologne : The 2nd Law Tour.

## Développement
Les rumeurs concernant le sixième album voient vite le jour puisque déjà en septembre 2009, Matthew Bellamy déclare, lors d'une entrevue, qu'il désirerait s'inspirer de musiques asiatiques et explorer davantage les musiques chinoises ou japonaises en particulier.

Il ajoute en juillet 2010 dans une interview : 

« Je pense que, pour le prochain album, nous allons essayer de faire quelque chose de plus personnel et de plus intime, vous savez, je voudrais essayer de trouver un son plus terre à terre. Je crois que nous avons poussé les choses très loin musicalement, vers d’énormes shows, et je pense que ça a commencé à avoir une grande influence sur notre travail en studio. Donc je crois que le prochain album sera le bon moment pour s’écarter de ça, pour essayer de nous redécouvrir nous-mêmes et retrouver un côté plus intime dans notre musique. »

— CANVAS, 5 juillet 2010.
En mai 2011, le batteur Dominic Howard et le bassiste Christopher Wolstenholme annoncent dans le NME l'entrée du groupe en studio pour quelques sessions mais que leur retour aux platines se fera réellement à l'automne 2011. Ainsi, le 6e opus du trio sera écrit et enregistré entre septembre 2011 et début 2012 pour sortir dans les bacs à l'automne 2012. C'est en effet ce que confirme le groupe dans l'article du magazine britannique. Quelques morceaux et nouveaux airs ont déjà été composés par le leader, Matthew Bellamy et ce dernier les a fait partager aux deux autres membres du groupe[réf. nécessaire]. Ils ont par ailleurs ajouté que malgré le fait que les nouveaux morceaux soient déjà écrits, aucun d'entre eux ne serait joué en live lors de leurs concerts avant la sortie de l'album afin d'éviter des versions live pirates non définitives. Fin mai 2011, plusieurs articles annonçaient Christopher Wolstenholme comme étant chargé de composer la majorité du sixième opus. Cependant, cette rumeur colportée par le Sun a été démentie par le bassiste lui-même via sa page Twitter.
En février 2012, l'enregistrement de l'album se poursuit à Los Angeles et le groupe donne des nouvelles des sessions studio avec un orchestre de cuivres. Le 30 mars 2012, un extrait de Supremacy semble voir le jour sur les réseaux sociaux et YouTube. Cet extrait est un canular monté de toutes pièces par des fans italiens, auteurs de la page facebook Coro Happy B-Day M, à l'occasion du 1er avril 2012.

## Caractéristiques
D'abord annoncé sous le titre de travail Black Heart, le titre du sixième album, The 2nd Law, est dévoilé officiellement sur le site de Muse le 6 juin 2012, grâce à une vidéo indiquant par la même occasion la date de sortie fixée au 17 septembre 2012, calculé grâce à un décompte de cent deux jours. The 2nd Law fait référence à la deuxième loi de la thermodynamique, menant ainsi à un état de chaos programmé. C'est le thème de la chanson Unsustainable qui traite de cette énergie et matière première gaspillée par l'homme. Cette thématique est d'ailleurs soutenue par la vidéo mixant un air épique à l'orgue, une chorale et du dubstep (il s'agit en effet du morceau The 2nd Law : Unsustainable / Isolated System) et dans laquelle une speakerine parlant de ce phénomène ainsi que des images de traders en pleine action et enfin un robot.
Toujours avec l'envie d'explorer de nouveaux horizons, comme pour chaque album, Matthew Bellamy se serait inspiré de la musique asiatique pour ce 6e opus. C'est en tout cas ce qu'il avait déclaré en septembre 2009 lors de la sortie de The Resistance, leur cinquième album. L'album est globalement plus calme que les autres et contient une chanson (Follow Me) dédiée à Bingham, fils du chanteur, né le 9 juillet 2011 et dans laquelle on peut entendre les battements de cœur de ce dernier.
En février 2011, Matthew Bellamy déclare lors d'une entrevue sur Absolute Radio, vouloir également s'inspirer de groupes comme Justice ou Does It Offend You, Yeah? d'hard electronica. Le titre Madness semble inspiré de Faith de George Michael. Save Me et Liquid State  sont deux morceaux composés et interprétés par le bassiste Christopher Wolstenholme. Il fait part de ses problèmes familiaux liés à l'alcoolisme.
La pochette de l'album est dévoilée progressivement sur le compte Twitter du groupe le 30 juillet 2012. Douze images forment la couverture qui est confirmée sur le site muse.mu. La pochette est extraite du site www.humanconnectomeproject.org. Elle représente les connexions cérébrales sous forme de fils de couleurs différentes sur un fond uni d'un bordeaux profond (image obtenue en imagerie cérébrale par tractographie).

## Liste des titres
| No  | Titre                        | Durée |
| --- | ---------------------------- | ----- |
| 1.  | Supremacy                    | 4:55  |
| 2.  | Madness                      | 4:40  |
| 3.  | Panic Station                | 3:04  |
| 4.  | Prelude                      | 0:58  |
| 5.  | Survival                     | 4:17  |
| 6.  | Follow Me                    | 3:51  |
| 7.  | Animals                      | 4:23  |
| 8.  | Explorers                    | 5:47  |
| 9.  | Big Freeze                   | 4:40  |
| 10. | Save Me                      | 5:09  |
| 11. | Liquid State                 | 3:03  |
| 12. | The 2nd Law: Unsustainable   | 3:48  |
| 13. | The 2nd Law: Isolated System | 5:00  |

The 2nd Law est disponible en cinq formats : numérique, comprenant les 13 titres numériques de l’album ainsi que le making of et des extras ; CD classique, un seul disque comprenant les 13 titres ; CD+DVD deux disques ; l’album et un DVD (making of de l’album + Extras) ; Double vinyle (le coffret est composé de matériaux recyclés) ; et coffret deluxe (CD+DVD bonus + Double vinyle + version numérique + Extras + livre + photos inédites du groupe + Coffret thermo-réactif à cristaux liquides)[réf. nécessaire].

## Classements

### Classements hebdomadaires
| Classement (2012)                  | Meilleure place |
| ---------------------------------- | --------------- |
| Allemagne (Media Control AG)       | 2               |
| Australie (ARIA)                   | 2               |
| Autriche (Ö3 Austria Top 40)       | 1               |
| Belgique (Flandre Ultratop)        | 1               |
| Belgique (Wallonie Ultratop)       | 1               |
| Canada (Canadian Albums Chart)     | 2               |
| Danemark (Tracklisten)             | 2               |
| Écosse (OCC)                       | 1               |
| Espagne (Promusicae)               | 2               |
| États-Unis (Billboard 200)         | 2               |
| Finlande (Suomen virallinen lista) | 1               |
| France (SNEP)                      | 1               |
| Italie (FIMI)                      | 1               |
| Norvège (VG-lista)                 | 1               |
| Nouvelle-Zélande (RIANZ)           | 1               |
| Pays-Bas (Mega Album Top 100)      | 1               |
| Portugal (AFP)                     | 1               |
| Royaume-Uni (UK Albums Chart)      | 1               |
| Royaume-Uni (Rock & Metal Albums)  | 1               |
| Suède (Sverigetopplistan)          | 6               |
| Suisse (Schweizer Hitparade)       | 1               |

### Classements annuels
| Classement (2012)               | Meilleure position |
| ------------------------------- | ------------------ |
| Argentine Albums Chart          | 62                 |
| Australian Albums Chart         | 73                 |
| Austrian Albums Chart           | 38                 |
| Belgian Albums Chart (Flandre)  | 14                 |
| Belgian Albums Chart (Wallonie) | 5                  |
| Danish Albums Chart             | 44                 |
| French Albums Chart             | 8                  |
| Finnish Albums Chart            | 25                 |
| Hungarian Albums Chart          | 13                 |
| Italian Albums Chart            | 20                 |
| Mexican Albums Chart            | 71                 |
| Dutch Albums Chart              | 24                 |
| Russian Albums Chart            | 18                 |
| UK Albums Chart                 | 32                 |
| Swiss Albums Chart              | 6                  |
| US Billboard 200                | 154                |
| US Alternative Albums Chart     | 24                 |
| [ 55 ]                          | 21                 |

En France, l'album devient numéro un des ventes dès la première semaine avec 104 680 copies vendues (numérique et support physique). L'album est la huitième vente physique d'albums sur le territoire français en 2012 avec près de 320.000 exemplaires écoulés. En novembre 2013, les ventes mondiales de l'album ont dépassé la barre des 2 millions.

## Certifications
| Pays                     | Certification | Vente certifiée |
| ------------------------ | ------------- | --------------- |
| Allemagne (BVMI)         | Or            | 100 000         |
| Belgique (BEA)           | Or            | 15 000          |
| Canada (CRIA)            | Platine       | 80 000          |
| Danemark (IFPI)          | Or            | 10 000          |
| États-Unis (RIAA)        | Or            | 500 000         |
| Finlande (IFPI)          | Or            | 16 427          |
| France (SNEP)            | 3 × Platine   | 300 000         |
| Irlande (IRMA)           | Or            | 7 500           |
| Italie (FIMI)            | Platine       | 60 000          |
| Mexique (Amprofon)       | Or            | 30 000          |
| Nouvelle-Zélande (RIANZ) | Or            | 7 500           |
| Pays-Bas (NVPI)          | Or            | 25000           |
| Pologne (ZPAV)           | Or            | 10 000          |
| Royaume-Uni (BPI)        | Platine       | 300 000         |
| Suisse (IFPI)            | Platine       | 30 000          |

## Composition du groupe
- Matthew Bellamy – guitare, piano, Rhodes piano, synthétiseur, chant
- Dominic Howard – batterie, percussions
- Christopher Wolstenholme – guitare basse, piano, synthétiseur, chant
- David Campbell – chef d'orchestre
- Thomas Kirk – manager